# (196926) 2003 UG5
(196926) 2003 UG5 là một tiểu hành tinh vành đai chính được phát hiện ngày 18 tháng 10 năm 2003 bởi James Whitney Young ở Đài thiên văn Núi bàn gần Wrightwood, California.